# Dame montrant sa poitrine
Dame montrant sa poitrine est un tableau réalisé en 1580-1590 par le peintre italien Domenico Tintoretto, le fils du Tintoret. D'un format presque carré, cette huile sur toile est le portrait en buste d'une jeune femme aperçue par son profil droit alors qu'elle découvre ses seins devant un fond rose. L'œuvre est conservée au musée du Prado, à Madrid, en Espagne.